# UTC+11:00

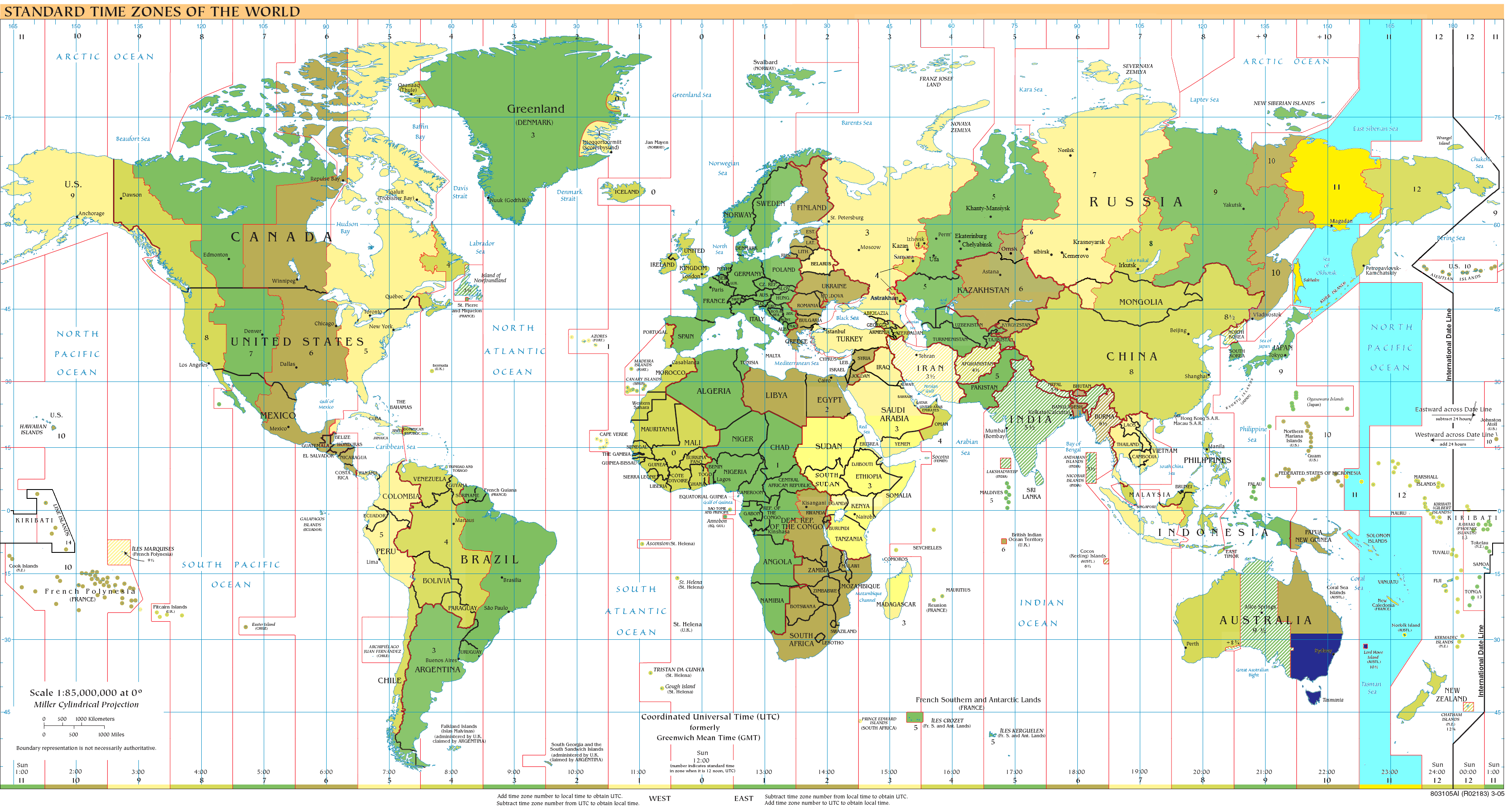
UTC+11:Blau (desembre), taronja (juny), groc (l'any sencer), blau clar (àrees marines)

UTC+11:00 és una zona horària d'UTC amb 11 hores més tard que l'UTC. El seu codi DTG és L-Lima.

## Zones horàries
- Kosrae Standard Time (KOST)
- New Caledonia Time (NCT)
- Pohnpei Standard Time (PONT)
- Solomon Island Time (SBT)
- Vanuatu Time (VUT)
- Vladivostok Time (VLAT)

Horaris d'estiu
- Australian Eastern Daylight Time (AEDT)
- Lord Howe Daylight Time (LHDT)

## Franges

### Temps estàndard (l'any sencer)
- Micronèsia
  - Kosrae
  - Pohnpei i voltants
- Nova Caledònia
- Salomó
- Vanuatu

#### Vladivostok Time
- Sakhà (porció central)
- Sakhalín
- Krai de Primórie
- Krai de Khabàrovsk

### Temps d'estiu (estiu a l'hemisferi sud)
Aquestes zones utilitzen l'UTC+10:00 a l'hivern i l'UTC+11:00 a l'estiu.

#### Australian Eastern Daylight Time
- Nova Gal·les del Sud (excepte Broken Hill i l'illa de Lord Howe)
- Tasmània
- Territori de la Capital Australiana
- Victòria

#### Lord Howe Daylight Time
- Austràlia
  - Nova Gal·les del Sud - Illa de Lord Howe (horari d'estiu és UTC+10:30)

## Geografia
UTC+11 és la zona horària nàutica que comprèn l'alta mar entre 157,5° i 172,5 E de longitud. En el temps solar aquest fus horari és el corresponent el meridià 165° est.

## Història
En el 2011, a Rússia es va traslladar l'horari d'estiu durant tot l'any, el Vladivostok Time es va fixar a l'UTC+11. I el Yakutsk Time es va fixar permenet a l'UTC+10.